# 36 Capricorni
b Capricorni
Ne doit pas être confondu avec Beta (β) Capriconi.
Désignations
36 Capricorni (en abrégé 36 Cap), également désignée b Capricorni, est une étoile géante de la constellation zodiacale du Capricorne. Elle est visible à l'œil nu avec une magnitude apparente de 4,51.

## Environnement stellaire
36 Capricorni présente une parallaxe annuelle de 19,06 ± 0,29 mas telle que mesurée par le satellite Hipparcos, ce qui permet d'en déduire qu'elle est située à 171 ± 3 a.l. (∼ 52,4 pc) de la Terre. Elle se rapproche actuellement du Système solaire à une vitesse radiale de −21 km/s, et en sera au plus près dans environ 685 000 ans, où elle sera alors distante d'environ 44,58 pc (∼145 al).
L'étoile est solitaire, elle ne possède pas de compagnon connu avec qui elle serait physiquement liée.

## Propriétés
36 Capricorni est une étoile géante jaune de type spectral G7IIIb Fe–1, avec la notation « Fe–1 » dans son suffixe qui indique que son spectre présente une sous-abondance en fer. Il s'agit d'une étoile du red clump, qui génère son énergie par la fusion de l'hélium dans son noyau. Elle est âgée de 2,4 milliards d'années et sa masse est 1,94 fois supérieure à celle du Soleil. L'étoile est 44,7 fois plus lumineuse que le Soleil et sa température de surface est de 5 017 K.

## Nomenclature
36 Capricorni est la désignation de Flamsteed de l'étoile. Elle porte également la désignation de Bayer de b Capricorni.
En astronomie chinoise traditionnelle, 36 Capricorni fait partie de l'astérisme de 十二國 (Shíer Guó), qui signifie Douze États et qui fait référence à douze anciens états de la période des Printemps et Automnes et de la période des Royaumes combattants. Il comprend également ζ Capricorni, φ Capricorni, ι Capricorni, 38 Capricorni, 35 Capricorni, χ Capricorni, θ Capricorni, 30 Capricorni, 33 Capricorni, 19 Capricorni, 26 Capricorni, 27 Capricorni, 20 Capricorni, η Capricorni et 21 Capricorni. 36 Capricorni représente plus précisément l'état de Jin (晉) (ou Tsin), avec κ Herculis dans la partie orientale de l'astérisme de Tianshi.